# Stefan Kälin
Stefan Kälin (ur. 29 września 1942 w Einsiedeln) – szwajcarski narciarz alpejski. Najlepsze wyniki w Pucharze Świata osiągnął w sezonie 1967/1968 kiedy to zajął 19. miejsce w klasyfikacji generalnej. Zajął także 10. miejsce w slalomie na igrzyskach w Innsbrucku w 1964 r.
Brat Aloisa Kälina.

## Sukcesy

### Puchar Świata

#### Miejsca w klasyfikacji generalnej
- 1966/1967 – 25.
- 1967/1968 – 19.

#### Miejsca na podium
1. Adelboden – 8 stycznia 1968 (gigant)
2. Kranjska Gora – 1 marca 1968 (slalom)